# ISO 3166-2:MT
ISO 3166-2:MT es la entrada para Malta en ISO 3166-2, parte de los códigos de normalización ISO 3166 publicados por la Organización Internacional de Normalización (ISO), que define los códigos para los nombres de las principales subdivisiones (p.ej., provincias o estados) de todos los países codificados en ISO 3166-1.
En la actualidad, para Malta los códigos ISO 3166-2 se definen para 68 consejos locales.
Cada código consta de dos partes, separadas por un guion. La primera parte es MT, el código ISO 3166-1 alfa-2 para Malta. La segunda parte tiene dos cifras (01–68).

## Códigos actuales
Los nombres de las subdivisiones se ordenan según el estándar ISO 3166-2 publicado por la Agencia de Mantenimiento ISO 3166 (ISO 3166/MA).
Los códigos ISO 639 se usan para representar los nombres de las subdivisiones en los siguientes idiomas oficiales:
- (en): Inglés
- (mt): Maltés

Los nombres de las subdivisiones se ordenan según el alfabeto maltés: a-b, ċ, d-g, ġ, għ, h, ħ, i, ie, j-z, ż.
Pulsa sobre el botón en la cabecera para ordenar cada columna.
| Código | Nombre de la subdivisión (en) | Nombre de la subdivisión (mt) | Nombre oficial                       | Isla          |
| ------ | ----------------------------- | ----------------------------- | ------------------------------------ | ------------- |
| MT-01  | Attard                        | Attard                        | Ħ'Attard                             | Malta         |
| MT-02  | Balzan                        | Balzan                        | Ħal Balzan                           | Malta         |
| MT-03  | Birgu                         | Birgu                         | Il-Birgu (Citta' Vittoriosa)         | Malta         |
| MT-04  | Birkirkara                    | Birkirkara                    | Birkirkara                           | Malta         |
| MT-05  | Birżebbuġa                    | Birżebbuġa                    | Birżebbuġa                           | Malta         |
| MT-06  | Bormla                        | Bormla                        | Bormla (Citta' Cospicua)             | Malta         |
| MT-07  | Dingli                        | Dingli                        | Ħad-Dingli                           | Malta         |
| MT-08  | Fgura                         | Fgura                         | Il-Fgura                             | Malta         |
| MT-09  | Floriana                      | Floriana                      | Il-Furjana                           | Malta         |
| MT-10  | Fontana                       | Fontana                       | Il-Fontana                           | Gozo          |
| MT-11  | Gudja                         | Gudja                         | Il-Gudja                             | Malta         |
| MT-12  | Gżira                         | Gżira                         | Il-Gżira                             | Malta         |
| MT-13  | Għajnsielem                   | Għajnsielem                   | Għajnsielem                          | Gozo y Comino |
| MT-14  | Għarb                         | Għarb                         | L-Għarb                              | Gozo          |
| MT-15  | Għargħur                      | Għargħur                      | Ħal Għargħur                         | Malta         |
| MT-16  | Għasri                        | Għasri                        | L-Għasri                             | Gozo          |
| MT-17  | Għaxaq                        | Għaxaq                        | Ħal Għaxaq                           | Malta         |
| MT-18  | Ħamrun                        | Ħamrun                        | Il-Ħamrun                            | Malta         |
| MT-19  | Iklin                         | Iklin                         | L-Iklin                              | Malta         |
| MT-20  | Isla                          | Isla                          | L-Isla (Citta' Invicta)              | Malta         |
| MT-21  | Kalkara                       | Kalkara                       | Il-Kalkara                           | Malta         |
| MT-22  | Kerċem                        | Kerċem                        | Ta' Kerċem                           | Gozo          |
| MT-23  | Kirkop                        | Kirkop                        | Ħal Kirkop                           | Malta         |
| MT-24  | Lija                          | Lija                          | Ħal Lija                             | Malta         |
| MT-25  | Luqa                          | Luqa                          | Ħal Luqa                             | Malta         |
| MT-26  | Marsa                         | Marsa                         | Il-Marsa                             | Malta         |
| MT-27  | Marsaskala                    | Marsaskala                    | Marsaskala or Wied il-Għajn          | Malta         |
| MT-28  | Marsaxlokk                    | Marsaxlokk                    | Marsaxlokk                           | Malta         |
| MT-29  | Mdina                         | Mdina                         | L-Imdina (Citta' Notabile)           | Malta         |
| MT-30  | Mellieħa                      | Mellieħa                      | Il-Mellieħa                          | Malta         |
| MT-31  | Mġarr                         | Mġarr                         | L-Imġarr                             | Malta         |
| MT-32  | Mosta                         | Mosta                         | Il-Mosta                             | Malta         |
| MT-33  | Mqabba                        | Mqabba                        | L-Imqabba                            | Malta         |
| MT-34  | Msida                         | Msida                         | L-Imsida                             | Malta         |
| MT-35  | Mtarfa                        | Mtarfa                        | L-Imtarfa                            | Malta         |
| MT-36  | Munxar                        | Munxar                        | Il-Munxar                            | Gozo          |
| MT-37  | Nadur                         | Nadur                         | In-Nadur                             | Gozo          |
| MT-38  | Naxxar                        | Naxxar                        | In-Naxxar                            | Malta         |
| MT-39  | Paola                         | Paola                         | Paola or Raħal Ġdid                  | Malta         |
| MT-40  | Pembroke                      | Pembroke                      | Pembroke                             | Malta         |
| MT-41  | Pietà                         | Pietà                         | Tal-Pietà                            | Malta         |
| MT-42  | Qala                          | Qala                          | Il-Qala                              | Gozo          |
| MT-43  | Qormi                         | Qormi                         | Ħal Qormi (Citta' Pinto)             | Malta         |
| MT-44  | Qrendi                        | Qrendi                        | Il-Qrendi                            | Malta         |
| MT-45  | Rabat Gozo                    | Rabat Għawdex                 | Ir-Rabat, Għawdex (Citta' Vittoria)  | Gozo          |
| MT-46  | Rabat Malta                   | Rabat Malta                   | Ir-Rabat, Malta                      | Malta         |
| MT-47  | Safi                          | Safi                          | Ħal Safi                             | Malta         |
| MT-48  | Saint Julian's                | San Ġiljan                    | San Ġiljan                           | Malta         |
| MT-49  | Saint John                    | San Ġwann                     | San Ġwann                            | Malta         |
| MT-50  | Saint Lawrence                | San Lawrenz                   | San Lawrenz                          | Gozo          |
| MT-51  | Saint Paul's Bay              | San Pawl il-Baħar             | San Pawl il-Baħar                    | Malta         |
| MT-52  | Sannat                        | Sannat                        | Ta' Sannat                           | Gozo          |
| MT-53  | Saint Lucia's                 | Santa Luċija                  | Santa Luċija                         | Malta         |
| MT-54  | Santa Venera                  | Santa Venera                  | Santa Venera                         | Malta         |
| MT-55  | Siġġiewi                      | Siġġiewi                      | Is-Siġġiewi (Citta' Ferdinand)       | Malta         |
| MT-56  | Sliema                        | Sliema                        | Tas-Sliema                           | Malta         |
| MT-57  | Swieqi                        | Swieqi                        | Is-Swieqi                            | Malta         |
| MT-58  | Ta' Xbiex                     | Ta' Xbiex                     | Ta' Xbiex                            | Malta         |
| MT-59  | Tarxien                       | Tarxien                       | Ħal Tarxien                          | Malta         |
| MT-60  | Valletta                      | Valletta                      | Il-Belt Valletta (Citta' Umilissima) | Malta         |
| MT-61  | Xagħra                        | Xagħra                        | Ix-Xagħra                            | Malta         |
| MT-62  | Xewkija                       | Xewkija                       | Ix-Xewkija                           | Gozo          |
| MT-63  | Xgħajra                       | Xgħajra                       | Ix-Xgħajra                           | Gozo          |
| MT-64  | Żabbar                        | Żabbar                        | Ħaż-Żabbar (Citta' Hompesch)         | Malta         |
| MT-65  | Żebbuġ Gozo                   | Żebbuġ Għawdex                | Iż-Żebbuġ, Għawdex                   | Gozo          |
| MT-66  | Żebbuġ Malta                  | Żebbuġ Malta                  | Ħaż-Żebbuġ (Citta' Rohan)            | Malta         |
| MT-67  | Żejtun                        | Żejtun                        | Iż-Żejtun (Citta' Beland)            | Malta         |
| MT-68  | Żurrieq                       | Żurrieq                       | Iż-Żurrieq                           | Malta         |

## Cambios
Los siguientes cambios de entradas han sido anunciados en los boletines de noticias emitidos por el ISO 3166/MA desde la primera publicación del ISO 3166-2 en 1998, cesando esta actividad informativa en 2013.
| Informe     | Fecha de emisión | Descripción del cambio reportado                                  | Cambio de código o subdivisión             |
| ----------- | ---------------- | ----------------------------------------------------------------- | ------------------------------------------ |
| Boletín I-9 | 2007-11-28       | Se añaden subdivisiones administrativas y sus elementos de código | Subdivisiones añadidas:68 consejos locales |